# Bernesse
Die Bernesse ist ein kleiner Fluss in Frankreich, der im Département Haute-Garonne in der Region Okzitanien verläuft. Sie entspringt am Nordostrand des Plateau von Lannemezan, im westlichen Gemeindegebiet von Balesta, entwässert generell nach Nordosten und mündet nach rund 18 Kilometern an der Gemeindegrenze von Saint-Pé-Delbosc und Montgaillard-sur-Save als linker Nebenfluss in die Save.

## Orte am Fluss
(Reihenfolge in Fließrichtung)
- Les Berruts, Gemeinde Balesta
- Balesta
- Nizan-Gesse
- Monplaisir, Gemeinde Gensac-de-Boulogne
- Blajan
- Séguy, Gemeinde Charlas
- Piquetas, Gemeinde Montgaillard-sur-Save
- Rebirechioulet, Gemeinde Saint-Pé-Delbosc